# Курт фон Шляйхер
Курт фон Шляйхер (нім. Kurt von Schleicher; 7 квітня 1882 — 30 червня 1934) — райхсканцлер Німеччини, від грудня 1932 до січня 1933 року, попередник Адольфа Гітлера на цій посаді і, таким чином, останній глава уряду Веймарської республіки.

## Біографія

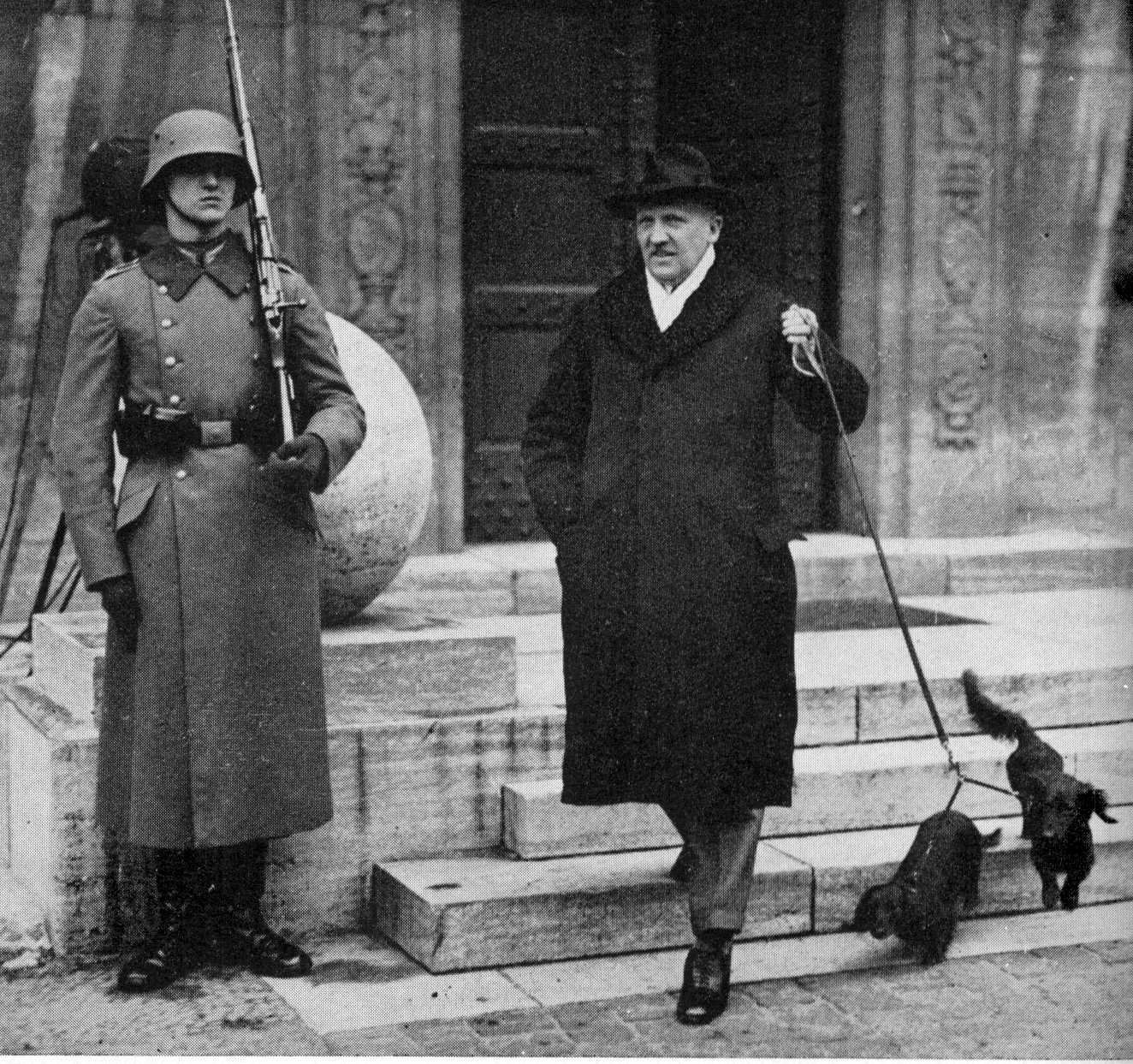
Курт фон Шлейхер на виході з військового міністерства незабаром після своєї відставки з посади рейхсканцлера. Лютий 1933

З родини військових. Учасник Першої світової війни. Генерал, зробив кар'єру в рейхсвері в 1920-ті роки, служив сполучною ланкою між армією і політиками Веймарської республіки. Дотримувався консервативних «прусських» поглядів на армію і державу, активно брав участь у таємній ремілітаризації країни, проте відносно економіки дотримувався більш ліберальних поглядів. З 1930 року відігравав велику політичну роль завдяки впливу на президента Гінденбурга, сприяв формуванню кабінетів уряду Брюнінга, а потім Папена, свого друга; був при них військовим міністром. На посаді рейхсканцлера, яке він займав менше двох місяців, продовжував політику переозброєння Німеччини, проте не отримав підтримки рейхстагу і в результаті змови Папена, Ялмара Шахта з Гінденбургом був зміщений, а на його місце призначений Гітлер (30 січня 1933).
Застрелений за наказом Гітлера під час Ночі довгих ножів разом з своєю дружиною Елізабет; трупи виявила 16-річна дочка. Як розповідала потім кухарка, вона привела до нього в кабінет двох чоловіків у цивільному. Один з них запитав: «Ви генерал фон Шляйхер?» Почувши ствердну відповідь, вони вистрілили: спочатку — в фон Шляйхера, потім — у його дружину, що вибігла на звук пострілів. Основними подіями «Ночі» були розправи з керівниками СА, але Гітлер велів заодно вбити також кількох своїх політичних ворогів, які до СА не мали відношення; серед них опинився і Шляйхер. Фюрер підозрював його (можливо, небезпідставно) у спробах реставрації династії Гогенцоллернів. Версія про зв'язок між Шляйхером і Ремом навіть не розглядалася через її очевидне безглуздя: Шляйхер відчував таку сильну неприязнь до Рема, що навіть не намагався приховувати цього.

Після вбивства Шляйхера організатори «Ночі довгих ножів» побоювалися помсти з боку військових. Однак фон Райхенау розвіяв їх страхи, видавши комюніке: 
|  | За останні тижні було встановлено, що колишній військовий міністр, генерал у відставці фон Шляйхер підтримував контакти з ворожими державі колами штурмовиків та іноземними державами. Було доведено, що він своїми висловлюваннями і діями виступав проти нашої держави та її керівництва. Цей факт визначив необхідність його арешту в ході проводилася чистки. У момент затримання співробітниками кримінальної поліції Шляйхер спробував чинити опір, застосувавши зброю. У ході виниклої перестрілки генерал у відставці і його дружина, яка втрутилася, були смертельно поранені. |

Згодом Герінг стверджував, що хотів тільки заарештувати Шляйхера, проте його випередила команда гестапо.

## Нагороди
- Залізний хрест 2-го і 1-го класу
- Королівський орден дому Гогенцоллернів, лицарський хрест з мечами
- Орден «За заслуги» (Баварія) 4-го класу
- Орден Церінгенського лева, лицарський хрест 2-го класу з мечами
- Військова медаль (Османська імперія)
- Орден Святого Йоанна (Бранденбург), почесний лицар (1920)